# Michel Vidal
Michel Vidal (* 1. Oktober 1824 in Carcassonne, Frankreich; † unbekannt) war ein US-amerikanischer Politiker französischer Herkunft. Zwischen 1868 und 1870 vertrat er den Bundesstaat Louisiana im US-Repräsentantenhaus.

## Werdegang
Michel Vidal besuchte zunächst Schulen in seiner französischen Heimat. Später wanderte er in die damals selbständige Republik Texas aus. Danach zog er nach Louisiana weiter. Dort befasste er sich mit literarischen und wissenschaftlichen Angelegenheiten. In den folgenden Jahren wurde Vidal journalistisch tätig. Er arbeitete für verschiedene amerikanische, französische und kanadische Zeitungen. Im Jahr 1867 zog er nach Opelousas in Louisiana. Auch dort setzte er seine journalistische Tätigkeit fort. Nach dem Bürgerkrieg wurde er von General Philip Sheridan zum Registrar der Stadt New Orleans ernannt.
Politisch schloss sich Vidal damals der Republikanischen Partei an. In den Jahren 1867 und 1868 war er Delegierter auf Versammlungen zur Überarbeitung der Staatsverfassung von Louisiana. Nach der Wiederaufnahme des Staates Louisiana in die Union wurde er als Kandidat seiner Partei in das US-Repräsentantenhaus in Washington, D.C. gewählt, wo er am 18. Juli 1868 sein neues Mandat antrat. Bis zum 3. März 1869 beendete er die laufende Legislaturperiode im Kongress. Am 4. März 1869 trat er eine weitere Amtszeit an. Wegen einer laufenden Wahlanfechtung behielt er sein Mandat nur bis zum Mai 1870, ehe es an Joseph P. Newsham fiel. Das offizielle Ende dieser Legislaturperiode war der 3. März 1871.
Im Jahr 1868 war Vidal auch einer der amerikanischen Unterhändler mit dem Staat Peru. Dabei ging es um wechselseitige Ansprüche von Bürgern beider Staaten. Im Jahr 1870 wurde Vidal von Präsident Ulysses S. Grant zum amerikanischen Konsul in Tripolis ernannt. Dieses Amt bekleidete er bis zum 12. Oktober 1876. Danach verliert sich seine Spur; sowohl sein Sterbedatum als auch sein Sterbeort sind unbekannt.